# Ichthyofrondina
Frondina es un género de foraminífero bentónico de la Subfamilia Ichthyolariinae, de la familia Ichthyolariidae, de la superfamilia Robuloidoidea, del suborden Lagenina y del orden Lagenida. Su especie tipo era Ichthyofrondina latilimbata. Su rango cronoestratigráfico abarcaba desde el Capitaniense (Pérmico medio) hasta el Changhsingiense (Pérmico superior).

## Discusión
Clasificaciones más recientes incluyen Ichthyofrondina en la Subfamilia Frondininae de la Familia Frondinidae.

## Clasificación
Ichthyofrondina incluye a las siguientes especies:
- Ichthyofrondina latilimbata †
- Ichthyofrondina palmata †
- Ichthyofrondina primitiva †
- Ichthyofrondina ornata †
- Ichthyofrondina guangxiensis †